# Fazio Fabbrini
Fazio Fabbrini (Abbadia San Salvatore, 5 de febrero de 1926 – Siena, 10 de diciembre de 2018) fue un político italiano, que fue senador de Italia entre 1968 y 1976 y alcalde de Siena entre 1965 y 1966.

## Biography
El padre de Fabrini, Alessandro, fue miembro del Partido Comunista de Italia. Durante la Guerra Civil Italiana, Fabbrini fue un partisano antifascista, participando en combates contra el Gobierno de Benito Mussolini. Después de la guerra, continuó implicando en movimientos del Partido Comunista. 
Durante el Novena Congreso Nacional del Partido Comunista de Italia de 1962, Fabbrini fue elegido miembro del Comité Central del partido, puesto que ocupó hasta 1970. Entremedias, fue alcalde de Siena entre enero de 1965 y julio de 1966. 
En 1968, fue elegido senador italiano y Diputado al Parlamento Europeo. Como eurodiputado, Fabbrini hizo muchos discursos, particularmente sobre la corrupción.